# Ardino Raveloarisona
Morelin Ardino Raveloarisona (ur. 9 maja 1986 w Mandritsarze) – madagaskarski piłkarz grający na pozycji pomocnika. Od 2017 jest zawodnikiem klubu AS Saint Michel.

## Kariera klubowa
Do 2015 roku Raveloarisona grał w klubie AS Saint Michel. W latach 2015–2016 był zawodnikiem CNaPS Sport, z którym w sezonach 2015 i 2016 sięgnął po dublet - mistrzostwo i Puchar Madagaskaru. W 2017 wrócił do AS Saint Michel. W sezonach 2017 i 2022/2023 został z nim wicemistrzem kraju, a w 2022 roku zdobył z nim krajowy puchar.

## Kariera reprezentacyjna
W reprezentacji Madagaskaru Raveloarisona zadebiutował 18 maja 2015 roku w wygranym 2:1 meczu COSAFA Cup 2015 z Lesotho, rozegranym w Rustenburgu.